# HMS Attacker (D02)
HMS Attacker (D02) — эскортный авианосец типа «Эттакер», служивший в составе Королевского флота во время Второй мировой войны.
Преобразованный из торгового судна Steel Artisan, он был введен в состав ВМС США 30 сентября 1942 года как USS Barnes (CVE-7), но в тот же день он был передан по программе ленд-лиза Соединенному Королевству и введен в строй Королевским флотом как HMS Attacker.
«Эттакер» служил на протяжении всей войны, сначала в качестве эскорта конвоев в Атлантике. Затем после подготовки к штурмовым операциям, корабль был переведен на Средиземноморский ТВД, а затем и на Тихоокеанской театр военных действий. В конце августа 1945 года авианосец принял активное участие в операции «Юрист», целью которой было возвращение Пинанга.

## Конструкция
Корабль был заложен 17 апреля 1941 года как торговое судно Steel Artisan, строительством судна занималась компания Western Pipe & Steel shipyards по заказу Морской Комиссии США. В конце сентября 1941 года корабль был спущен на воду, однако в декабре он был реквизирован ВМС США для перестройки в авианосец. 30 сентября 1942 года авианосец был введён в строй как USS Barnes (CVE-7), но в этот же день он был выведен из состава ВМС США и по программе ленд-лиза был передан КВМФ Велиликобритании, где и был переименован в Attacker.
HMS Attacker был головным кораблём одноимённой серии, состоящей из 9 эскортных авианосцев.
Экипаж корабля насчитывал из 646 человек. В отличие от кораблей британской постройки, «Эттакер» был оборудован современной прачечной и парикмахерской. Традиционные гамаки были заменены трехъярусными кроватями, по 18 в кубрике, они могли быть подняты для обеспечения дополнительного пространства.
Размеры корабля: длина 150,04 м, ширина 21,2 м и осадка 7,09 м. Максимальное водоизмещение 11 600 тонн. Силовая установка состояла из двух паровых турбин, работающих на один вал, выдающих мощность в 8500 лошадиных сил. Это обеспечивало кораблю скорость в 17—18 узлов.
Все авианосцы этого типа имели вместимость до 24 противолодочных самолётов и истребителей, например: британские Hawker Sea Hurricane, Supermarine Seafire и Fairey Swordfish, а также американские Grumman Wildcat, Vought F4U Corsair и Grumman Avenger. Точный состав авиагруппы зависел от поставленной перед авианосцем цели. Надстройка состояла из небольшого острова с мостиком управления полетами, размещавшегося по правому борту над полетной палубой. Остров имел размеры 137 на 37 м. Авианосец оснащался двумя самолётными подъемниками размером 13 на 10 м и девятью аэрофинишерами. Самолёты размещались в ангаре размером 79 на 19 м.
Вооружение корабля было сосредоточено на противовоздушной обороне и состояло из двух одиночных 4-дюймовых зенитных орудий, восьми 40-мм пушек «Бофорс» в спаренных установках и двадцать одного 20-мм автомата «эрликон» в одиночных или спаренных установках.
Прежде чем какой-либо из этих кораблей поступал на вооружение Королевского флота, они дооснащались на верфи Баррад в Британской Колумбии. Эти изменения оплачивались канадским правительством. В дальнейшем компанией Caledon Shipbuilding & Engineering Company была проведена подготовка этих эскортных авианосцев к ударным операциям. Изменения включали в себя установку более 100 телефонов корабельной сети, также был установлены новый брифинг-зал и построены дополнительные каюты, обеспечивающие дополнительные 140 коек.
«Эттакер» использовался для сопровождения конвоев. В качестве противолодочных самолётов первоначально использовались Fairey Swordfish, а затем Grumman Avenger, которые могли быть вооружены торпедами, глубинными бомбами, 250-фунтовыми бомбами или ракетными снарядами. Эти самолёты не только наносили удары по подводным лодкам, но и сами определяли их местоположение. Обычно противолодочное патрулирование осуществлялось на рассвете, днём и на закате. Патрулирование продолжалось от двух до трех часов.
HMS Attacker также использовался для обеспечения нефтью и провизией сопровождающие его эсминцы. Это был длительный процесс, и часто он делался на ходу.

## История
«Эттакер» служил на протяжении всей войны, сначала в качестве эскорта конвоев в Атлантике. Затем после подготовки к штурмовым операциям, корабль был переведен на Средиземноморский ТВД, а затем и на Тихоокеанской театр военных действий. В конце августа 1945 года авианосец принял активное участие в операции «Юрист», целью которой было возвращение Пинанга.
В сентябре 1945 года Attacker принимал участие в операции «Tiderace», целью которой было возвращение Сингапура под флаг Великобритании. После окончания операции авианосец отплыл на базу Клайд. HMS Attacker был удостоен наград Королевского флота за вклад в битву за Атлантику (1943—1944), за поддержку высадки в Салерно (1943) и в Южную Францию и Эгейскую кампании в 1944 году. Судно покинуло британские воды в декабре 1945 года, оно было официально возвращено Соединенным Штатам, а 5 января 1946 года списано из состава ВМС США 26 февраля 1946 года.

### Fairsky
В феврале 1947 года судно было продано компании — National Bulk Carriers of New York — которая, готовясь к переоборудованию в грузовое судно, организовала демонтаж полетной палубы и другого оборудования. Однако затем работы прекратились, и в конце концов судно вновь было выставлено на продажу. В 1950 году оно было куплено компанией русского эмигранта Александра Власова и передано в номинальную собственность американской дочерней компании Власова «Navcot Corporation». Переименованный в Кастель-Форте, корабль простаивал, пока шёл поиск подходящей работы.
В 1957 году Власов добился от австралийского правительства разрешения для перевозки британских мигрантов в Австралию. Судно было переоборудовано в пассажирский лайнер судно и переименовано в Fairsky, оно эксплуатировалось итальянской компанией Власова Sitmar Line. После завершения реконструкции в июне 1958 года судно начало долгую карьеру в качестве судна для перевозки мигрантов, последний рейс в этом качечестве состоялся в 1974 году по маршруту Саутгемптон — Окленд.
23 июня 1977 года, работая в качестве круизного судна, Fairsky столкнулся с затонувшим затонувшим кораблем, чтобы предотвратить затопление, экипаж корабля решил выбросить судно на берег. Повреждения были временно устранены, но когда стало известно о полном объёме повреждений, Sitmar Line решила отказаться от полного ремонта, и судно было выставлено на продажу.
В 1978 году начались работы по переоборудованию судна в статичный плавучий отель под названием Philippine Tourist. Однако 3 ноября 1979 года судно было сильно повреждено пожаром и впоследствии сдано на слом 24 мая 1980 года.